# Motasem Sabbou
Motasem Masaud Sabbou (sinh ngày 20 tháng 8 năm 1993), là một cầu thủ bóng đá người Libya thi đấu cho Đội tuyển bóng đá quốc gia Libya.

## Sự nghiệp quốc tế

### Bàn thắng quốc tế
Tỉ số và kết quả liệt kê bàn thắng của Libya trước.
| #  | Ngày                 | Địa điểm                                  | Đối thủ    | Tỉ số | Kết quả | Giải đấu                 |
| -- | -------------------- | ----------------------------------------- | ---------- | ----- | ------- | ------------------------ |
| 1. | 31 tháng 8 năm 2017  | Sân vận động 28 tháng 9, Conakry, Guinée  | Guinée     | 1–2   | 2–3     | Vòng loại World Cup 2018 |
| 2. | 17 tháng 11 năm 2018 | Sân vận động Linité, Victoria, Seychelles | Seychelles | 1–0   | 8–1     | Vòng loại CAN 2019       |